# GM W-platform
Het GM W-platform was een autoplatform van het concern General Motors tussen 1987 en 2016. Het platform werd gebruikt voor de voorwielaangedreven middenklasse- en hogere middenklassemodellen van Chevrolet, Pontiac, Oldsmobile en Buick. 
De ontwikkeling van het W-platform begon in 1982 onder de codenaam GM10. De eerste auto's op basis van dit platform waren middenklasse coupés die op de markt kwamen in 1987. In 1990 werd een vierdeurs sedan-versie geïntroduceerd. Modellen op basis van "generatie een bis" hadden een vernieuwde achterwielophanging met schroefveren in plaats van dwarsgeplaatste bladveren.
De tweede generatie van het W-platform uit 1996 kwam in twee varianten: een versie voor middenklassers met een wielbasis van 2769 mm en een versie voor hogere middenklassers met een wielbasis van 2807 mm. De derde generatie van het W-platform uit 2005 ondersteunde enkel nog hogere middenklassers.
Het W-platform werd uitgefaseerd met de introductie van het nieuwe GM Epsilon II-platform. De laatste auto die op het W-platform gebouwd werd was de negende generatie van de Chevrolet Impala, waarvan de verkoop eindigde in 2013 maar die nog tot mei 2016 geproduceerd werd als Chevrolet Impala Limited voor bedrijven met een wagenpark.

## Modellen op het GM W-platform
- Eerste generatie (wielbasis 2730 mm)
  - 1988-1996: Pontiac Grand Prix
  - 1988-1996: Buick Regal
  - 1988-1997: Oldsmobile Cutlass Supreme
  - 1990-1994: Chevrolet Lumina
- Eerste generatie bis (wielbasis 2730 mm)
  - 1995-1999: Chevrolet Monte Carlo
  - 1995-2001: Chevrolet Lumina
- Tweede generatie (wielbasis 2769 mm)
  - 1997-2004: Buick Regal
  - 1997-2005: Buick Century
  - 1998-2002: Oldsmobile Intrigue
- Tweede generatie (wielbasis 2807 mm)
  - 1997-2003: Pontiac Grand Prix
  - 2000-2005: Chevrolet Impala
  - 2000-2005: Chevrolet Monte Carlo
- Derde generatie (wielbasis 2807 mm)
  - 2004-2008: Pontiac Grand Prix
  - 2005-2009: Buick LaCrosse
  - 2006-2007: Chevrolet Monte Carlo
  - 2006-2016: Chevrolet Impala/Impala Limited